# Dmitrij Alekszejevics Zaikin
Dmitrij Alekszejevics Zaikin (oroszul: Дмитрий Алексеевич Заикин) (Jekatyerinovka, 1932. április 29. – 2013. október 20.) szovjet űrhajós.

## Életpálya
Katonai középiskola elvégzését követően vadászrepülői képesítést szerzett, repülőtisztként szolgált. 1955-ben kiválasztották űrhajósnak, 1960. március 25-től az első 20 fős csoport tagjaként kapott űrhajóskiképzést. 1968-ban a Zsukovszkij Katonai Akadémián mérnöki oklevelet szerzett. A Szojuz-program keretében történő felkészülés orvosi vizsgálata gyomorfekélyt állapított meg, űrszolgálatát befejezte. 1969. október 25-től a Jurij Gagarin űrközpontban az űrhajósok kiképzésének felelőse. 1982-ben az űrhajósoktól, 1987-ben a légierőtől köszönt el.

## Űrrepülések
Voszhod–2 tartalék parancsnoka

## Külső hivatkozások
- Dimitrij Alekszejevics Zaikin. spacefacts.de. (Hozzáférés: 2012. április 3.)
- Dimitrij Alekszejevics Zaikin. spacefacts.de. (Hozzáférés: 2012. április 3.)
- Dimitrij Alekszejevics Zaikin. astronautix.com. (Hozzáférés: 2012. április 3.)